# Cantone di Arcachon
Il Cantone di Arcachon era una divisione amministrativa dell'Arrondissement di Arcachon.
A seguito della riforma approvata con decreto del 20 febbraio 2014, che ha avuto attuazione dopo le elezioni dipartimentali del 2015, è stato soppresso.

## Composizione
Comprendeva il solo comune di Arcachon.